# Joseph Ha-Cohen
Rabino Joseph (José) HaCohen nasceu em 1496 na cidade de Avinhão, França.
O seu pai era Rabino Josué que veio a Avinhão com outros fugidos judeus da Espanha. Cinco anos depois, mudou-se a família a Génova, Itália, onde Rabino José estudou Torah. Ele era médico em várias cidades italianas e pai de três filhos que morreram enquanto R. José ainda vivia. R. José foi expulso de Génova com a maioria dos Judeus da cidade. Morreu em 1558. 
R. josé escreveu vários livros históricos sobre os reis da França e sobre o povo judeu.